# Каністро
Каністро (італ. Canistro) — муніципалітет в Італії, у регіоні Абруццо,  провінція Л'Аквіла.
Каністро розташоване на відстані близько 80 км на схід від Рима, 50 км на південь від Л'Акуїли.
Населення — 984 особи (2014).
Щорічний фестиваль відбувається 29 серпня. Покровитель — San Giovanni Decollato.

## Демографія
Населення за роками:

Станом на 1 січня 2023 року в муніципалітеті офіційно проживало 56 іноземців з 13 країн, серед них 14 громадян країн Євросоюзу.

## Сусідні муніципалітети
- Капістрелло
- Чивітелла-Ровето
- Філеттіно
- Луко-дей-Марсі